# Ed Smith
Edward Bernard "Ed" Smith (5 de julio de 1929-25 de noviembre de 1998) fue un jugador de baloncesto estadounidense que disputó una temporada en la NBA. Con 1,98 metros de estatura, jugaba en la posición de alero.

## Trayectoria deportiva

### Universidad
Jugó durante cuatro temporadas con los Crimson de la Universidad de Harvard, en las que promedió 13,0 puntos por partido.

### Profesional
Fue elegido en la sexta posición del Draft de la NBA de 1951 por New York Knicks, pero no fue hasta la temporada 1953-54 cuando debutó con el equipo, jugando once partidos en los que promedió 2,5 puntos y 2,4 rebotes.

## Estadísticas de su carrera en la NBA

### Temporada regular
| Temporada | Edad | Equipo          | Liga | P  | TIT | MIN | TC  | TCA | %TC  | 3P | 3PA | %3P | TL  | TLA | %TL  | R.OF. | R.DEF. | REB | ASIS | ROB | TAP | PER | FP  | PTS |
| 1953-54   | 24   | New York Knicks | NBA  | 11 |     | 9.5 | 1.0 | 4.1 | .244 |    |     |     | 0.5 | 0.9 | .600 |       |        | 2.4 | 0.8  |     |     |     | 1.4 | 2.5 |
| Total     |      |                 | NBA  | 11 |     | 9.5 | 1.0 | 4.1 | .244 |    |     |     | 0.5 | 0.9 | .600 |       |        | 2.4 | 0.8  |     |     |     | 1.4 | 2.5 |